# Schwabbruck (Bawaria)
Schwabbruck – miejscowość i gmina w Niemczech, w kraju związkowym Bawaria, w rejencji Górna Bawaria, w regionie Oberland, w powiecie Weilheim-Schongau, wchodzi w skład wspólnoty administracyjnej Altenstadt. Leży około 25 km na zachód od Weilheim in Oberbayern.

## Demografia
| Rok  | Liczba mieszk. |
| ---- | -------------- |
| 1970 | 635            |
| 1987 | 714            |
| 2000 | 829            |
| 2004 | 914            |
| 2005 | 911            |

### Struktura wiekowa
Dane o ludności z 31 grudnia 2008:
| Opis                                | Ogółem | Ogółem | Kobiety | Kobiety | Mężczyźni | Mężczyźni |
| ----------------------------------- | ------ | ------ | ------- | ------- | --------- | --------- |
| Jednostka                           | osób   | %      | osób    | %       | osób      | %         |
| Populacja                           | 959    | 100    | 479     | 49,95   | 480       | 50,05     |
| Wiek przedprodukcyjny (0–17 lat)    | 224    | 23,36  | 114     | 11,89   | 110       | 11,47     |
| Wiek produkcyjny (18–65 lat)        | 584    | 60,9   | 284     | 29,61   | 300       | 31,28     |
| Wiek poprodukcyjny (powyżej 65 lat) | 151    | 15,75  | 81      | 8,45    | 70        | 7,3       |

## Polityka
Wójtem gminy jest Erwin Sporrer, rada gminy składa się z 8 osób.
|      | CSU/UWG | PFWG | FWG | DL | Razem |
| 2008 | -       | -    | -   | 8  | 8     |
| 2002 | 3       | 2    | 3   | -  | 8     |

## Oświata
W gminie znajduje się przedszkole (50 miejsc).